# Kill me now
Kill me now es el 3.er episodio de la serie de televisión norteamericana Gilmore Girls.

## Resumen del episodio
Durante la cena del viernes, Rory comenta que debe aprender un nuevo deporte para la escuela. De pronto, Emily sugiere que Richard le enseñe golf a su nieta en el club al que acude cada fin de semana; al ver que su padre no parece muy animado, Lorelai le dice a Emily que no parece ser una muy buena idea, pero Emily le responde que ella en realidad no quiere que Rory la pase bien con su abuelo mientras no está con Lorelai. Esas palabras tienen efecto en Lorelai, ya que cuando Rory regresa por la noche le cuenta que ha pasado una maravillosa tarde junto con su abuelo, intentando aprender golf, almorzando en el club, estando en el sauna e inclusive teniendo una conversación sobre el viaje que las chicas Gilmore planean de mochileras por Europa. Lorelai empieza a sentir que es dejada de lado y se pelea con Rory. Mientras tanto, en la posada Independence se va a realizar una singular boda con dos parejas de gemelos como novios, y Lorelai, Sookie y Michel tienen que lidiar con todo el difícil trabajo que les queda para lograr una excelente ceremonia. Finalmente, Lorelai y Rory se reconcilian, y la primera le dice que no hay ningún problema en que ella se acerque más a sus abuelos.

## Curiosidades
- Sean Gunn (Kirk) aparece por segunda vez como otro personaje.
- Se menciona inicialmente como si la madre de Richard hubiese muerto, algo que no es cierto, pues aparecerá en episodios posteriores.

- Datos: Q6407122